# Jill Kintner
Jill Kintner (Seattle, 24 de octubre de 1981) es una deportista estadounidense que compitió en ciclismo en las modalidades de BMX y montaña.
Participó en los Juegos Olímpicos de Pekín 2008, obteniendo una medalla de bronce en la carrera femenina de BMX.
Ganó seis medallas en el Campeonato Mundial de Ciclismo de Montaña entre los años 2003 y 2009.

## Palmarés internacional

### Ciclismo BMX
| Juegos Olímpicos | Juegos Olímpicos | Juegos Olímpicos  | Juegos Olímpicos |
| Año              | Lugar            | Medalla           | Competición      |
| ---------------- | ---------------- | ----------------- | ---------------- |
| 2008             | Pekín (China)    | Medalla de bronce | Carrera          |

### Ciclismo de montaña
| Campeonato Mundial | Campeonato Mundial         | Campeonato Mundial | Campeonato Mundial    |
| Año                | Lugar                      | Medalla            | Competición           |
| ------------------ | -------------------------- | ------------------ | --------------------- |
| 2003               | Lugano (Suiza)             | Medalla de bronce  | Campo a través para 4 |
| 2004               | Les Gets (Francia)         | Medalla de plata   | Campo a través para 4 |
| 2005               | Livigno (Italia)           | Medalla de oro     | Campo a través para 4 |
| 2006               | Rotorua (Nueva Zelanda)    | Medalla de oro     | Campo a través para 4 |
| 2007               | Fort William (Reino Unido) | Medalla de oro     | Campo a través para 4 |
| 2009               | Camberra (Australia)       | Medalla de plata   | Campo a través para 4 |